# Paola Tirados Sánchez
Paola Tirados Sánchez (Las Palmas de Gran Canaria, Espanya, 14 de gener de 1980) és una nedadora de natació sincronitzada canària, guanyadora d'una medalla olímpica.
Va participar, als 20 anys, en els Jocs Olímpics d'Estiu de 2000 realitzats a Sydney (Austràlia), on va finalitzar vuitena en la prova de parelles al costat de Gemma Mengual, i obtenint així un diploma olímpic. En els Jocs Olímpics d'Estiu de 2004 realitzats a Atenes (Grècia) aconseguí finalitzar quarta en la prova per parelles, novament al costat de Mengual, i quarta també en la prova per equips, guanyant així mateix sengles diplomes olímpics. En els Jocs Olímpics d'Estiu de 2008 realitzats a Pequín (República Popular de la Xina) aconseguí guanyar la medalla de plata en la prova per equips.
Al llarg de la seva carrera ha guanyat 9 medalles en el Campionat del Món de natació, entre elles cinc medalles de plata i quatre medalles de bronze, i 11 medalles en el Campionat d'Europa de natació, entre elles tres medalles d'or i vuit medalles de plata.